# Nord-Nat
Nord-Nat var ett samarbetsorgan för nationalistiska partier i de nordiska länderna bildat 18 juni 1997 i Malmö. Medlemspartierna i Nord-Nat var Sverigedemokraterna, norska Fedrelandspartiet, Nationalpartiet Danmark och finska Fosterländska folkförbundet. Nätverket upplöstes 1999.